# 209107 Šafránek
209107 Šafránek è un asteroide della fascia principale. Scoperto nel 2003, presenta un'orbita caratterizzata da un semiasse maggiore pari a 2,3491758 UA e da un'eccentricità di 0,0402774, inclinata di 8,70422° rispetto all'eclittica.